# Catabena terminellus
Catabena terminellus là một loài bướm đêm trong họ Noctuidae.